# Covington (Texas)
Covington város az USA Texas államában, Hill megyében. Lakosainak száma 261 fő (2020. április 1.).

## Népesség
A település népességének változása:
| Lakosok száma | 282  | 269  | 261  |
|               | 2000 | 2010 | 2020 |